# Nowaje Haradziszcza (rejon berezyński)
Nowaje Haradziszcza (biał. Новае Гарадзішча; ros. Новое Городище, Nowoje Gorodiszcze) – wieś na Białorusi, w obwodzie mińskim, w rejonie berezyńskim, w sielsowiecie Bahuszewiczy. W 2009 roku liczyła 7 mieszkańców.